# Alchemilla hirtipes
Alchemilla hirtipes är en rosväxtart som beskrevs av Robert Buser. Alchemilla hirtipes ingår i släktet daggkåpor, och familjen rosväxter. Inga underarter finns listade i Catalogue of Life.